# Бородушкина, Анна Георгиевна
Анна Георгиевна Бородушкина (Соколова) (1 июля 1926, Андреевка, Московская губерния — 29 сентября 2003, Дмитров, Московская область) — советский  передовик производства в сельском хозяйстве. Герой Социалистического Труда (1949).

## Биография
Родилась 1 июля 1926 года в деревне Андреевка, Московской области в крестьянской семье.
В 1939 году окончила начальную школу в деревне Андреевка. С 1941 по 1950 годы работала колхозницей, а затем звеньевой в колхозе имени Красной Армии в деревне деревне Андреевка, Коломенского района Московской области.
В 1948 году   звено руководимое А. Г. Соколовой получило урожай картофеля 503,6 центнера с гектара на площади три гектара. 19 февраля 1948 года Указом Президиума Верховного Совета СССР «за высокие показатели в труде» Анна Георгиевна Соколова была награждена Орденом Трудового Красного Знамени.
4 марта 1949 года Указом Президиума Верховного Совета СССР «за получение высокого урожая картофеля при выполнении колхозом обязательных поставок и натуроплаты за работы МТС в 1948 году и засыпки семенных фондов картофеля и зерновых культур в размерах полной потребности для весеннего сева 1948 года» Анна Георгиевна Соколова была удостоена звания Героя Социалистического Труда с вручением Ордена Ленина и золотой медали «Серп и Молот».
В 1950 году А. Г. Соколова была направлена на учёбу в Московскую среднюю сельскохозяйственную школу, которую окончила в 1952 году и получила специальность младшего агронома. С 1952 года направлена на работу в Дмитровский район Московской области, где работала — агрономом в начале в колхозе имени VII съезда Советов, а затем в колхозе имени Димитрова. С 1960 года А. Г. Соколова работала в городе Дмитров в производственном швейном объединении «Юность» — комплектовщицей готовой продукции, раскладчицей и техником-смотрителем жилищно-коммунального отдела.
Помимо основной деятельности избиралась депутатом Дмитровского городского Совета, членом фабричного комитета и председателем жилищно-бытовой комиссии.
Умерла 29 сентября 2003 года в городе Дмитрове.

## Награды
- Медаль «Серп и Молот» (4.03.1949)
- Орден Ленина (4.03.1949)
- Орден Трудового Красного Знамени (19.02.1948)